# Bonnie Tyler: Remixes And Rarities (Deluxe Edition)
A Remixes and Rarities a brit Cherry Red Records alkiadójának, a Cherry Pop kiadó által készített dupla lemezes, deluxe válogatásalbuma Bonnie Tyler dalaival, remixekkel, speciális, korábban CD-n ki nem adott dalaival.

## A kiadványról
2013-ban egy brit Bonnie Tyler rajongó, Liam Brigg kereste meg a londoni székhelyű Cherry Red Records kiadót, hogy elmondja nekik javaslatát arra vonatkozóan, hogy Bonnie Tyler ritka dalai újra-kiadásra kerüljenek. A Cherry Red alkiadója a Cherry Pop ugyanis korábban már más előadókkal több Remixes and Rarities című lemezt is megjelentetett. Liam Brigg összeszedte az interneten fellelhető és Bonnie Tyler részletes diszkográfiájában megtalálható információk alapján azokat a dalokat, remixeket, ritka felvételeket, amik korábban csak Maxi-CD-n, bakelit kislemezen és azok B oldalain vagy filmzenei albumon jelentek meg. A kiadó  érdeklődését felkeltette az ötlet, hiszen korábban 2009/2010-ben a Cherry Red újra kiadta Bonnie Tyler első négy stúdióalbumát, digitálisan felújítva, bónusz dalokkal.
A Cherry Red Records a Sony Music katalógusában található dalokkal foglalkozó lemezkiadó, így Bonne Tyler 1979 és 1994 közötti zenei terméséből tudta kiválogatni a dalokat. Közel három év alatt a Sony Music brit, német, brazil, japán és görög kiadóitól sikerült megszerezni az engedélyeket. Több esetben csak az évtizedekkel ezelőtt kiadott bakelitlemezről tudták digitálisan felújítani a dalt.
2017. tavaszára már körvonalazódni látszott, hogy melyik dalok kerülnek majd fel a dupla lemezre. Augusztusban pedig már véglegesítették a dalok sorrendjét és elkészültek az első promóciós lemezek is. Több dal nem került fel a lemezre, mert nem érkezett meg időben az engedély a jogtulajdonostól illetve több dal, verzió és remix azért nem került fel, mert nem akartak egy dal több változatát erre a kiadványra feltenni.
2017. november 24-én végül megjelent az Egyesült Királyságban a dupla CD-s Remixes and Rarities Deluxe Edition amely tartalmaz egy 16 oldalas szövegkönyvet, interjúkkal, érdekességekkel Bonnie Tyler karrierjéből. Németországban egy héttel később került kiadásra, míg Japánban december 20-án fog megjelenni. A kiadvány néhány nappal a megjelenés után teljesen elfogyott a kiadó raktárából és a Cherry Pop nem zárja ki annak a lehetőségét, hogy egy Volume 2. is megjelenjen a közeljövőben.

## Dalok
| #    | Dalcím                                                                                        | Zeneszerző                                            | Hossz |      |      |
| CD 1 | CD 1                                                                                          | CD 1                                                  | CD 1  | CD 1 | CD 1 |
| ---- | --------------------------------------------------------------------------------------------- | ----------------------------------------------------- | ----- | ---- | ---- |
| 1    | Holding Out for a Hero (Special Extended Remix)                                               | Jim Steinman                                          | 6:22  |      |      |
| 2    | First Love                                                                                    | Paul Hopkins, Bonnie Tyler                            | 3:23  |      |      |
| 3    | Where Were You (Radio Mix)                                                                    | Albert Hammond                                        | 3:39  |      |      |
| 4    | It's A Jungle Out There (Special Jim Steinman Remix)                                          | Jim Steinman                                          | 4:00  |      |      |
| 5    | Breakout (Long Version)                                                                       | Harold Faltermeyer                                    | 5:26  |      |      |
| 6    | Loving You’s a Dirty Job (But Somebody’s Gotta Do It) Featuring Todd Rundgren (12" Version)   | Jim Steinman                                          | 7:49  |      |      |
| 7    | Sem Limites Pra Sonhar / Reaching for the Infinite Heart (feat. Fabio Jr.)                    | C. Gomez, Claudio Rabello*                            | 4:22  |      |      |
| 8    | Bitterblue (Ture Blue Mix)                                                                    | Dieter Bohlen                                         | 5:49  |      |      |
| 9    | I Do it for You                                                                               | Paul Hopkins, Bonnie Tyler                            | 5:07  |      |      |
| 10   | Rebel Without a Clue (Excerpt from...)                                                        | Jim Steinman                                          | 3:47  |      |      |
| 11   | Band of Gold (Long Version)                                                                   | R. Dunbar; E. Wayne                                   | 7:27  |      |      |
| 12   | Say Goodbye (Classical Version)                                                               | Harold Faltermeyer                                    | 3:23  |      |      |
| 13   | From the Bottom of My Lonely Heart (Long Version)                                             | Dieter Bohlen                                         | 4:23  |      |      |
| 14   | Sola a la Orilla del Mar (Sitting on the Edge of the Ocean) (Spanish Version)                 |                                                       | 3:10  |      |      |
| 15   | Hide Your Heart (A-side Edit)                                                                 | Desmond Child                                         | 4:02  |      |      |
| 16   | God Gave Love To You (Radio Version)                                                          | Dieter Bohlen                                         | 3:09  |      |      |
| 17   | Sayonara Tokyo                                                                                | Kintaro Nakamura, Takashi Nakahata, Bill Cruthchfield | 4:18  |      |      |
| CD 2 |                                                                                               |                                                       |       |      |      |
| 1    | The Desert is in Your Heart (feat. Sofia Arvaniti)                                            | Michail Rakintzis                                     | 5:48  |      |      |
| 2    | Total Eclipse of the Heart (Extended Version)                                                 | Jim Steinman                                          | 5:35  |      |      |
| 3    | Matter of the Heart                                                                           |                                                       | 4:32  |      |      |
| 4    | Take Me Back (Radio Edit)                                                                     | Billy Cross                                           | 4:43  |      |      |
| 5    | Against the Wind (Extended Version)                                                           | Dieter Bohlen                                         | 5:07  |      |      |
| 6    | If You Were a Woman (and I Was a Man)(Etended Version)                                        | Desmond Child                                         | 4:46  |      |      |
| 7    | (The World is Full of) Married Man                                                            | Ronnie Scott, Steve Wolfe                             | 6:46  |      |      |
| 8    | Band of Gold (Dub Version)                                                                    | R. Dunbar; E. Wayne                                   | 7:00  |      |      |
| 9    | Loving You’s a Dirty Job (But Somebody’s Gotta Do It) Featuring Todd Rundgren (Radio Version) | Jim Steinman                                          | 5:50  |      |      |
| 10   | Race to the Fire (Race Mix)                                                                   | Dieter Bohlen                                         | 5:27  |      |      |
| 11   | Save Up All Your Tears (London Mix)                                                           | Desmond Child, Diane Warren                           | 4:05  |      |      |
| 12   | Stay (Long Version)                                                                           | Dieter Bohlen                                         | 4:54  |      |      |
| 13   | No Way to Treat a Lady (7" Edit)                                                              | Bryan Adams                                           | 3:42  |      |      |
| 14   | Notes from America (A-side Edit)                                                              | Desmond Child                                         | 3:39  |      |      |
| 15   | Fools Lullaby (Sweet Lullaby Mix)                                                             | Dieter Bohlen                                         | 5:35  |      |      |
| 16   | Holding Out for a Hero (Instrumental)                                                         | Jim Steinman                                          | 5:19  |      |      |